# Am Hagen (Wuppertal)
Am Hagen ist eine Ortslage im Wohnquartier Beek im Wuppertaler Stadtbezirk Uellendahl-Katernberg.

## Lage und Beschreibung
Die Ortslage ist umgeben von den Ortslagen: Theisbruch, Katernberg, König, Häuschen, In der Beek, Bergerheide, Frankholz (Beek), Frankholz (Varresbeck) und Frankholzhäuschen.

## Geschichte
Am Hagen wurde erstmals im Jahr 1677 als Kotten urkundlich erwähnt. Der Hof gehörte in der frühen Neuzeit zur Honschaft und  Kirchspiel Sonnborn im bergischen Amt Solingen.  Auf der Topographia Ducatus Montani des Erich Philipp Ploennies aus dem Jahre 1715 ist der Hof als a.Hagen eingezeichnet. Der Ort ist auf der Topographischen Aufnahme der Rheinlande von 1824 und auf der Preußischen Uraufnahme von 1843 als Hagen eingezeichnet.
1677 wurde aus steuerlichen Gründen ein Vermessungsverzeichnis der Honschaft Sonnborn angefertigt. Dort wird für Am Hagen eine Fläche von umgerechnet 2 Hektar und 30,3 Ar angegeben. 1830 besaß das Hofgut eine Fläche von umgerechnet 5 Hektar und 91,78 Ar. Zu dieser Zeit lebten zwölf Einwohner im Ort. Die Hofschaft lag in der 1867 von der Bürgermeisterei Haan abgespalteten Bürgermeisterei Sonnborn, die 1888 unter Gebietsabtretungen an die Stadt Elberfeld in Vohwinkel umbenannt wurde.
Im Gemeindelexikon für die Provinz Rheinland von 1888 werden ein Wohnhaus mit zehn Einwohnern angegeben. Mit der Kommunalreform von 1929 wurde die Stadt Vohwinkel mit Am Hagen in die neu gegründete Stadt Wuppertal eingemeindet.